# Rhacophorus burmanus
Espèce
Synonymes
- Polypedates dennysii burmana Andersson, 1939 "1938"
- Rhacophorus taronensis Smith, 1940
- Rhacophorus gongshanensis Yang & Su, 1984

Rhacophorus burmanus est une espèce d'amphibiens de la famille des Rhacophoridae.

## Répartition
Cette espèce se rencontre de l'Ouest du Yunnan en République populaire de Chine jusqu'au Nagaland dans le nord-est de l'Inde, en passant par le Nord de la Birmanie.

## Publications originales
- Andersson, 1939 "1938" : Batrachians from Burma collected by Dr. R. Malaise, and from Bolivia and Ecuador collected by Dr. C. Hammarlund. Arkiv för Zoologi, vol. 30, p. 1-24.
- Smith, 1940 : The amphibians and reptiles obtained by Mr. Ronald Kaulback in Upper Burma. Records of the Indian Museum, vol. 42, p. 465-486.
- Yang & Su, 1984 : Rhacophorus gongshanensis, a new species of flying frog from the Hengduan Mountains. Acta Herpetologica Sinica, new series, vol. 3, no 3, p. 51-53.